# Ursula Zoege von Manteuffel
Ursula Zoege von Manteuffel (verheiratete Ursula von Trebra-Lindenau; * 7. Augustjul. / 19. August 1850greg. in Poll,  Gouvernement Estland, Russisches Kaiserreich; † 30. August 1910 in Blasewitz, Königreich Sachsen) war eine deutsche Schriftstellerin.

## Leben
Ursula entstammte baltischen und französischen Adelsgeschlechtern.
Ihr Vater war Leo Baron Zoege von Manteuffel (1823–1908), ihre Mutter Alwine, geborene de la Trobe (1827–1860). Ihre Geschwister hießen Hans und Anna. Der Vater zog mit den Kindern und seiner neuen Ehefrau  Sidonie von Trebra-Lindenau (1844–1888) bald nach Schlesien (Wandriß?) und später in der Steiermark, wo sie in abgelegenen Gütern lebten.
1885 heiratete Ursula den Major Hans Felix Ewald von Trebra-Lindenau (1847–1909), den jüngeren Bruder ihrer Stiefmutter und Sohn des Generals Hans Felix Eduard von Trebra-Lindenau. Sie zog mit nach  Blasewitz in die Naumannstraße 4, (Bismarck-Villa), wo sie ihr weiteres Leben verbrachte.

## Schriftstellerisches Schaffen
„In einem äußerst stillen, ungetrübten, aber an äußeren Ereignissen armen Familienleben in ländlicher Einsamkeit hatte sie Zeit genug, die vielen Gebilde ihrer Phantasie, die ganz ohne ihr Zutun sich entwickelten, niederzuschreiben, und so entstanden im Wetteifer mit ihrer Schwester, die der gleichen Neigung huldigte, eine ganze Reihe von Romanen, die als sauber geschriebene und solid gebundene Manuskripte allmählich einen kleinen Bücherschrank füllten. Verwandte, denen sie ihren Roman ‚Seraphine‘ geliehen hatte, beschlossen 1880 denselben einem Buchhändler zu übergeben und die Verfasserin mit dem Druck zu überraschen. Der Erfolg dieses Werkes ermutigte dann die Dichterin, nun auch ihre weiteren Arbeiten der Öffentlichkeit zu übergeben (...)“
Ursula Zöge von Manteuffel veröffentlichte insgesamt 17  Romane und Novellen, einige davon in der Deutschen Roman-Zeitung. Einige erschienen in mehreren Bänden und Auflagen, Lora (1885) wurde in das Französische übersetzt. Zur linken Hand gehörte um 1900 zu den meistgelesenen Büchern in einigen Bibliotheken.
- Ein Strauß unverwelklicher Blüten am Lebenswege gepflückt, München 1877[9]
- Seraphine, Georg Böhme, Leipzig, 1881, 2. Auflage 1886
- Il Romano, Böhme, Leipzig, 1882[10]
- Mark Albrecht, Böhme, Leipzig, 1883
- Das Majorat, Otto Janke, Berlin, 1884
- Graf Lorenz,  Janke, Berlin, 1884
- Violette Fouquet, Janke, Berlin, 1885
- Désirées Geheimnis, Böhme, Leipzig, 1885
- Lora, Böhme, Leipzig, 1885 Digitalisat; französische Übersetzung 1891
- Auf dem hohen Fels.  Eine Geschichte aus alter Zeit,   Janke, Berlin, 1890
- Am langen See , Janke, Berlin, 1898
- Jone. Eine Herzensgeschichte, Janke, Berlin, 1900
- Zur linken Hand, E. Pierson’s, Dresden,  1900, 3. Auflage 1922[11]
- Helmuth von Loysen, Pierson’s, Dresden, 1904
- Sybold von Eck,  Pierson’s, Dresden, 1906
- Erneste, Pierson’s, Dresden, 1908
- Liebesopfer, Janke, Berlin, 1909